# Ribulóza
Ribulóza je monosacharid, patří mezi ketopentózy (ketózy s pěti atomy uhlíku). Jeho sumární vzorec je C5H10O5. Existují dva enantiomery, D-ribulóza a L-ribulóza. D-Ribulóza je diastereomer D-xylulózy.
Ribóza je meziproduktem pentózofosfátového cyklu a je důležitá pro tvorbu mnoha bioaktivních látek. Například je meziproduktem výroby D-arabitolu u hub. V podobě ribulóza-1,5-bisfosfátu je součástí Calvinova cyklu v temnostní fázi fotosyntézy.